# Dreidel
Dreidel (jidd. דרײדל, dreidl; hebr. סביבון, sevivon) är en fyrsidig snurra, som används på den judiska högtiden chanukka.
På dreidlns fyra sidor står de hebreiska bokstäverna 
נ (nun), 
ג (gimel), 
ה (he), 
ש (schin), som tillsammans är en förkortning för "נס גדול היה שם" (nes gadol haja scham – "ett stort under hände där"). I Israel är den fjärde bokstäven normalt פ (pe) för "פה", här, eftersom undret skedde i Israel.
Dreidln används i ett spel om nötter, godis eller småmynt där man vinner eller förlorar hela, halva eller inget ur potten beroende på vilken sida av dreidln som kommer upp. Bokstäverna står då för orden "nite" (inget), "gants" (allt), "halb" (hälften) och schteln (sätt in) på jiddisch.
Dreidln har ingen religiös innebörd, men traditionen förmäler att när grekerna förbjudit torastudier så låtsades judiska torastudenter spela dreidl för att dölja att de studerade toran.
Dreidlach finns i många material, trä, plast och metall. Traditionellt har de ofta varit gjutna i bly, vilket är bakgrunden till att den israeliska militäroperationen mot Gaza vintern 2008-2009 fick heta "Operation gjutet bly" då den inleddes under chanukka.
Ordet dreidel är jiddisch och kommer av dreien, som betyder "vrida".